# Harold Vosburgh
Harold Vosburgh est un acteur américain de théâtre et de cinéma. Il est connu pour ses rôles au cinéma dans The Temple of Moloch(1914), The Smugglers(1916), My Country First(1916), The House of Mystery(1920), If Women Only Knew(1921), et dans les pièces sur Broadway: The Confession(1911), The Woman(1911), The Willow Tree(1917), Watch Your Neighbor (1917), His Honor: Abe Potash(1919), The Man Who Never Die(1925).
Il est mort le 17 novembre 1926, à La Nouvelle-Orléans,